# محطة واتس بار البخارية

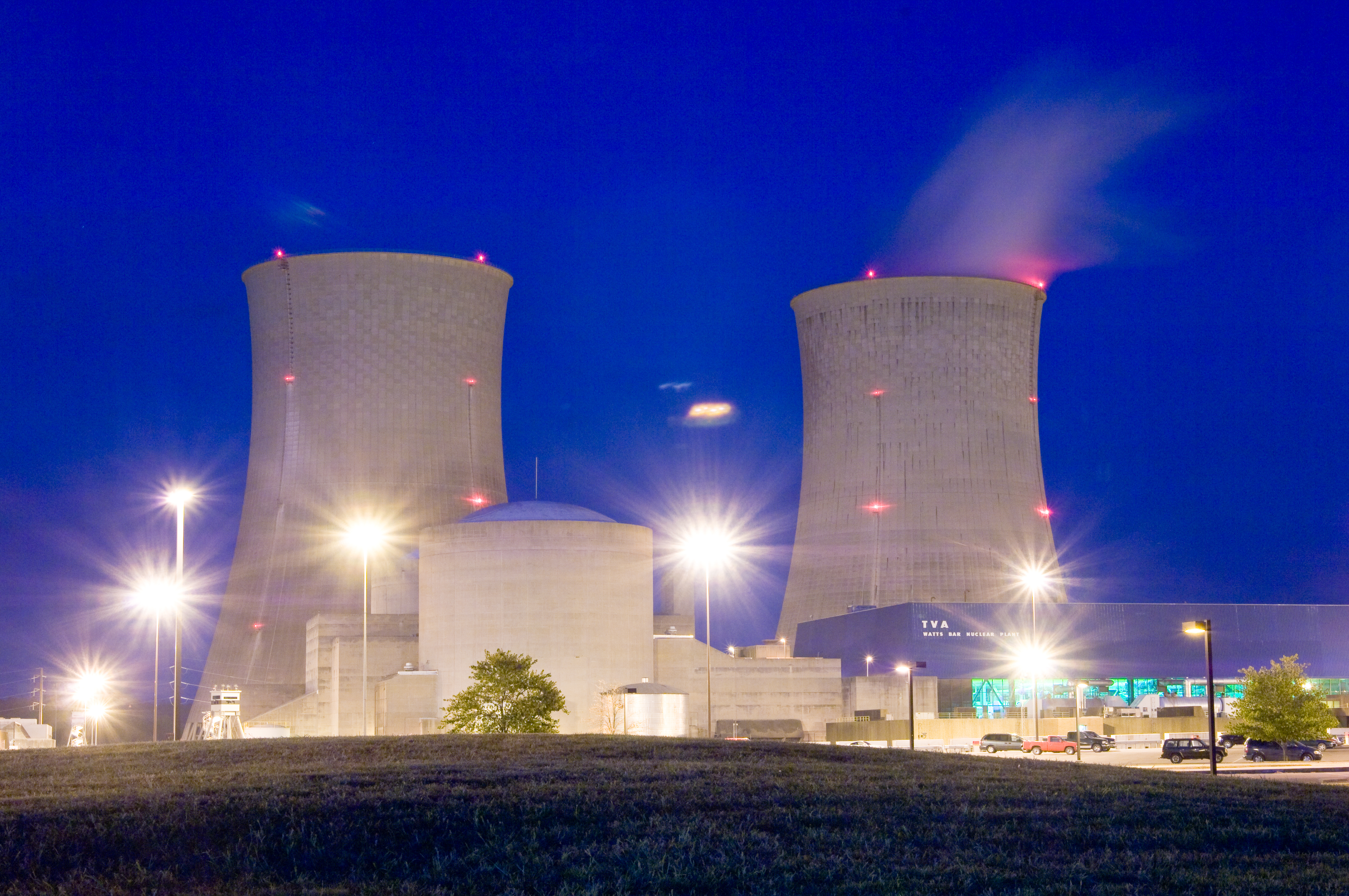
محطة واتس بار النووية

محطة واتس بار البخارية هي عبارة عن محطة طاقة تعمل بالفحم تبلغ مساحتها 267 ميجاوات تديرها هيئة وادي تينيسي الموجودة في مقاطعة ريا بولاية تينيسي بالقرب من الموقع الحالي لمحطة واتس بار النووية.

## وصف
تتكون المحطة من أربع وحدات مدرجة كوحدات A و B و C و D مع قدرة توليد مجمعة تبلغ 267 ميغاواط. كانت المحطة أول محطة تعمل بالفحم تم إنشاؤها بواسطة هيئة وادي تينيسي.
يحتوي الجزء الداخلي من المحطة على نقطة نظر للناس لمشاهدة غرفة التوربينات وشرفة واسعة مطلة والتي تم تضمينها أيضا في المفاعلات المستقبلية.

## التاريخ
تم التصريح ببناء محطة واتس بار البخارية في 31 يوليو 1940 وبدأ البناء بعد أسبوع واحد فقط.
تم التخطيط للمشروع في البداية كجزء من جهد لتوفير الطاقة لصناعة الدفاع وفي الأصل تم التخطيط لوحدتين فقط بطاقة 60 ميجاوات لكل منهما ولكن تمت إضافة ثالثة ورابعة في أبريل وديسمبر 1941 على التوالي.
عملت الوحدة ب وهي أول وحدة في محطة واتس بار البخارية عملياتها في 16 مارس 1942. بدأت الوحدة أ عملياتها في وقت لاحق من نفس العام وبدأت الوحدة ج في عام 1943 ووحدة د في عام 1945.
في عام 1973 بدأ البناء بمحطة واتس بار النووية وخروج محطة واتس بار البخارية عن العمل في عام 1982 وتم هدمها في عام 2011.